# Кнехтель, Вильгельм
Вильгельм Кнехтер (нем. Wilhelm Knechtel, 13 августа 1837, Пилербаустеллен — 22 октября 1924, Бухарест) — румынский ботаник, садовод и нумизмат.

## Биография
Родился в Чехии, в деревне Пилербаустеллен (Пигель, ныне — часть города Нови-Бор).
В 1864—1867 годах работал в Мексике, где, в частности, разбил сад на крыше Чапультепекского дворца. Уехал из Мексики после свержения императора Максимилиана I.
По приглашению домнитора Кароля, будущего короля, переехал в Румынию.
Основал журнал «Buletinul Societatii Numismatice Romane», где публиковал свои работы по нумизматике. Кнехтелю принадлежала самая большая в то время коллекция монет римской провинции Мёзия.